# ایئوکا، چیبا
ایئوکا، چیبا (به لاتین: Iioka) یک منطقهٔ مسکونی در ژاپن است که در کانتو واقع شده‌است. ایئوکا ۱۰٬۹۵۴ نفر جمعیت دارد.